# Ilha Elefante

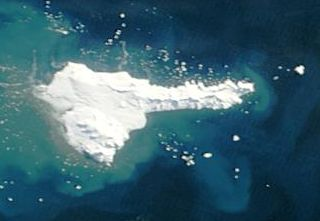
Ilha Elefante

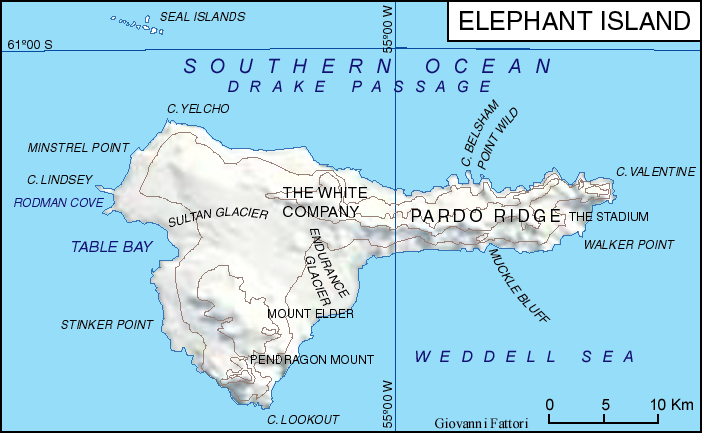
Mapa da ilha Elefante

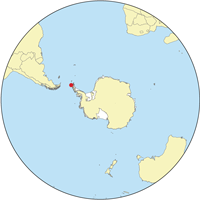
Localização da ilha Elefante

A ilha Elefante (61° 08′ S, 55° 07′ O) é uma ilha montanhosa e coberta de gelo localizada ao largo da costa da Antártida e pertencente ao arquipélago das ilhas Shetland do Sul, no oceano Antártico. Situa-se a 1 209 km a oeste-sudoeste das ilhas Geórgia do Sul e Sandwich do Sul, 940 km das ilhas Malvinas e 890 km a sudeste do cabo Horn. É parte do Território Britânico da Antártica. O Brasil possui dois refúgios na ilha, Goeldi e Wiltgen, cada um abrigando o trabalho de até seis pesquisadores durante o verão. Essa ilha ficou particularmente conhecida por ter servido de abrigo por mais de um ano para os marinheiros da famosa expedição frustrada de Shakelton ao Polo Sul até o seu resgate final.

## Geografia
A ilha fica aproximadamente na direção leste-oeste, com uma altitude máxima de 2 799 pés (853 m) em Pardo Ridge.